# 올림픽 수리남 선수단
수리남은 1960년 올림픽에 처음 참가했으며 그 이후로 대부분의 하계 올림픽에 선수단을 파견해 왔다. 1964년 올림픽에 참가하지 못했고, 1980년 하계 올림픽에 대한 미국 주도의 보이콧에도 참여했다. 수리남은 동계 올림픽에 참가한 적이 없다. 수리남 선수들은 하계 올림픽에서 두 개의 메달을 획득했다.
수리남 국가 올림픽 위원회는 1959년에 창설되었으며 같은 해 국제 올림픽 위원회의 승인을 받았다.

## 대회별 메달 집계

### 하계 올림픽 메달 집계
| 경기                  | 선수          | 금   | 은   | 동   | 합계 | 순위 |
| 1960년 로마           | 1             | 0    | 0    | 0    | 0    | -    |
| 1964년 도쿄           | 불참          | 불참 | 불참 | 불참 | 불참 | 불참 |
| 1968년 멕시코시티     | 1             | 0    | 0    | 0    | 0    | -    |
| 1972년 뮌헨           | 2             | 0    | 0    | 0    | 0    | -    |
| 1976년 몬트리올       | 3             | 0    | 0    | 0    | 0    | -    |
| 1980년 모스크바       | 불참          | 불참 | 불참 | 불참 | 불참 | 불참 |
| 1984년 로스앤젤레스   | 5             | 0    | 0    | 0    | 0    | -    |
| 1988년 서울           | 6             | 1    | 0    | 0    | 1    | 29   |
| 1992년 바르셀로나     | 6             | 0    | 0    | 1    | 1    | 54   |
| 1996년 애틀랜타       | 7             | 0    | 0    | 0    | 0    | -    |
| 2000년 시드니         | 4             | 0    | 0    | 0    | 0    | –    |
| 2004년 아테네         | 4             | 0    | 0    | 0    | 0    | –    |
| 2008년 베이징         | 4             | 0    | 0    | 0    | 0    | –    |
| 2012년 런던           | 5             | 0    | 0    | 0    | 0    | -    |
| 2016년 리우데자네이루 | 6             | 0    | 0    | 0    | 0    | -    |
| 2020년 도쿄           | 3             | 0    | 0    | 0    | 0    | –    |
| 2024년 파리           | 미래의 이벤트 |      |      |      |      |      |
| 2028년 로스앤젤레스   | 미래의 이벤트 |      |      |      |      |      |
| 2032년 브리즈번       | 미래의 이벤트 |      |      |      |      |      |
| 합계                  | 합계          | 1    | 0    | 1    | 2    | 109  |

### 종목별 메달
| 종목       | 금 | 은 | 동 | 합계 |
| ---------- | -- | -- | -- | ---- |
| 수영       | 1  | 0  | 1  | 2    |
| 합계 (1개) | 1  | 0  | 1  | 2    |

## 메달리스트 목록
| 메달   | 이름          | 경기              | 종목 | 이벤트            |
| ------ | ------------- | ----------------- | ---- | ----------------- |
| 금메달 | 안토니 네스티 | 1988년 서울       | 수영 | 남자 100미터 접영 |
| 동메달 | 안토니 네스티 | 1992년 바르셀로나 | 수영 | 남자 100미터 접영 |

## 같이 보기
- 분류:수리남의 올림픽 참가 선수